# パナソニックEWエンジニアリング
パナソニックEWエンジニアリング株式会社（パナソニックイーダブリューエンジニアリング、英: Panasonic Electric Works Engineering Co., Ltd.）は大阪府大阪市中央区の大阪ビジネスパークに本社を置く、パナソニックグループの建物設備の建築設備設計・施工・メンテナンスを担当する企業。

## 概要
- パナソニック株式会社の社内カンパニーの1つエレクトリックワークス社（EW社）グループに属している会社である。
- 事業はビル・公共エリアなどを対象としたBtoBソリューションに特化している。
- パナソニックグループの一員として、ビル・公共エリアの調光・空間演出、電気・照明・空調自動制御システム、AVセキュリティシステム、省エネシステム、太陽光発電システムや内装システムなど建物設備の提案・施工からメンテナンスまでを総合的に手がけている。
- 取り扱う商材はエレクトリックワークス社製品のみならず、コネクティッドソリューションズ社製品や、他社製品など多岐にわたる。
- パナソニック製品を中心とした建物設備の施工（電気工事など）を行なっているため、業種は建設業にあたる。
- パナソニックの企業スローガンに加え、独自の企業スローガンとして「EG SATISFIND」（サティスファインド：Satisfaction満足＋Find発見するの造語）を掲げている。

## 沿革
- 1981年 5月 - 松下電工株式会社のシステム商品の設計から施工までの総合受注を目的として設立。
- 1991年 9月 - 株式会社大豊設備エンジニアリングの株式を取得。
- 2000年 9月 - 株式会社トキメックビルシステムの全株式を取得。
- 2004年12月 - 松下電工株式会社からサイン事業移管。
- 2006年 4月 - 松下電工ビルマネジメント、松下電工防災システムズ株式会社の2社を子会社化。
- 2007年 7月 - 松下電工ビルシステム株式会社を事業統合。
- 2008年10月 - 松下グループの名称変更に伴い社名を松下電工エンジニアリング株式会社よりパナソニック電工エンジニアリング株式会社に変更。
- 2011年10月 - 商業施設照明に強みを持つナショップシステム株式会社を事業統合[1]。
- 2012年 1月 - グループ内の再編に伴い、パナソニックESエンジニアリング株式会社へ社名変更[2]。
- 2013年 7月 - パナソニックESファシリティエンジニアリング株式会社の太陽光事業とカメラ事業を事業統合。
- 2019年7月 - グループ内の再編に伴い、パナソニックLSエンジニアリング株式会社へ社名変更。
- 2022年7月 - グループ内の再編に伴い、パナソニックEWエンジニアリング株式会社へ社名変更。

## 業務内容

### 施設システム事業
- 演出照明

ホール・劇場やスタジオなどでシーンに合わせて、明るさ・配色・照射パターンを操作できる先進舞台用照明器具や調光システム
- 景観照明

建築物やインテリアにLEDによるあかりの色彩や動きを重ね合わせるライトアップ演出照明器具やコントローラ
- スコアボード・大型映像システム

野球場・スタジアムのLEDスコアボード・大型映像表示システム
- 店舗・施設照明

店舗・施設等のコンセプトに合わせた空間演出システム
- ITV・監視カメラ

高画質ネットワークカメラなどによる映像監視システム
- AV音響映像

業務用ディスプレイ、プロジェクション ライティングによる空間演出システム
- 太陽光発電・蓄電池

工場、物流倉庫などの太陽光発電・蓄電池による創畜連携システム
- 内装

システム天井、OAフロア、エレベーターホール、トイレ等のビル内装リノベーション

### ビルシステム事業
- 中央監視システム

空調制御(計装)システムならびに電力、動力、照明やエネルギー監視、警報監視などを統合管理するビル・オートメーションシステム
- 照明制御システム

快適で無駄を抑えた照明環境の実現のための照明制御システム
- ビル空調自動制御機器

ビル空調自動制御向けの温湿度検出器、指示調節器、操作機器の販売
- 入退室管理システム

ICカードやセキュリティゲートを利用した入退室管理システム
センサ、カメラによる防犯・侵入検知システム

## 拠点

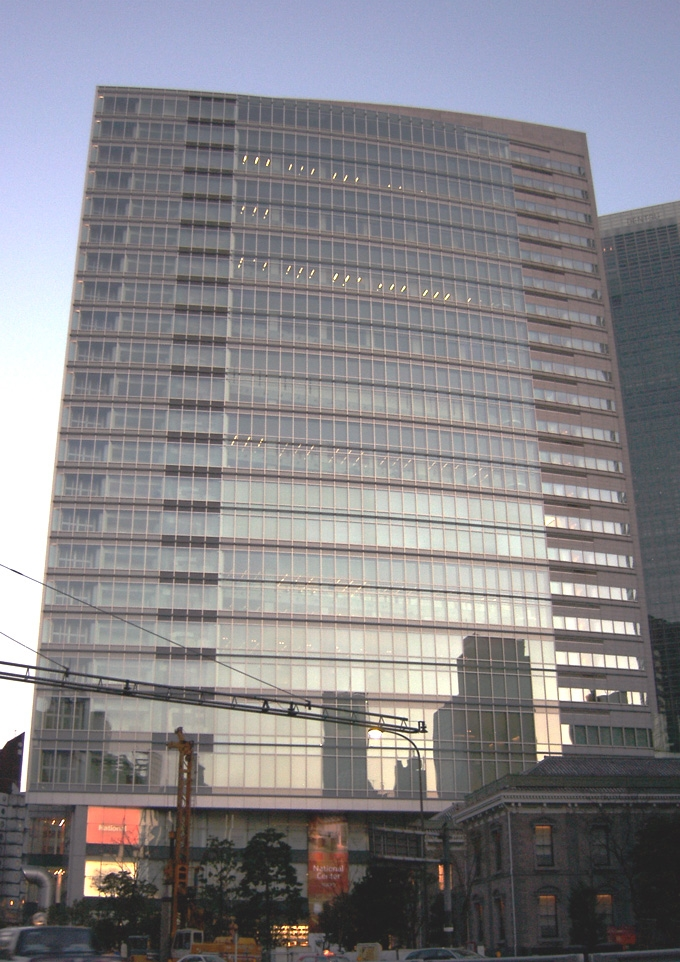
東京本部

- 本社：大阪府大阪市中央区城見2-1-61 ツイン21 OBPパナソニックタワー10F
- 東京本部：東京都港区東新橋1-5-1 パナソニック東京汐留ビル6F、7F、23F
- 近畿支店：大阪府大阪市中央区城見2-1-61 ツイン21 OBPパナソニックタワー9F
- 中部支店：愛知県名古屋市中村区名駅南2-7-55 パナソニック名古屋中村ビル北館7F
- 北海道・東北支店：宮城県仙台市青葉区本町2-4-6 仙台本町三井ビルディング3F
- 中国・四国支店：広島県広島市中区中町7-1 パナソニック広島中町ビル6F
- 九州支店：福岡県福岡市中央区薬院3-1-24 パナソニック福岡薬院ビル3F

その他全国主要都市に14営業所を構える。

## 関連会社
パナソニックグループ
- パナソニック株式会社
- パナソニック防災システムズ株式会社（連結子会社）